# Mola (art)

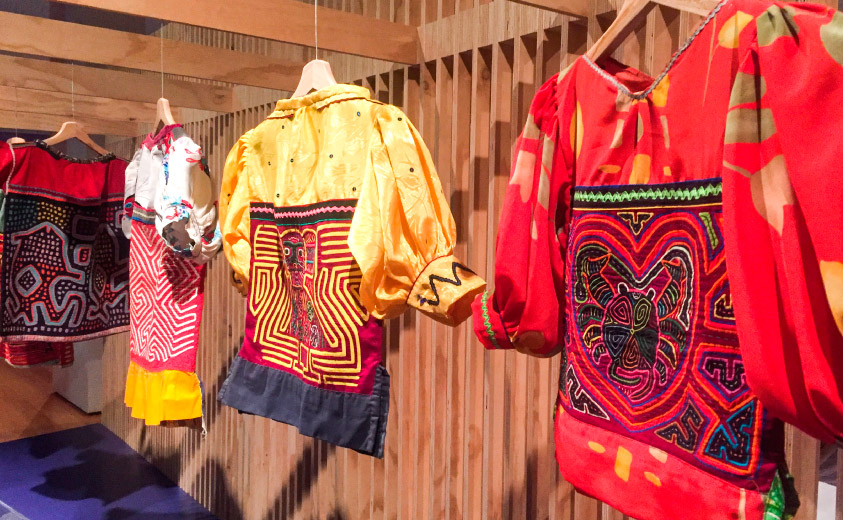
Samarretes decorades amb mola

La mola es una expressió de l'art tèxtil de les dones de l'ètnia Guna de Panamà i Colòmbia. En l'idioma guna la paraula «mola» significa «roba».
Les moles son quadrades o rectangulars, fetes de cotó; són cosides a mà i amb aquest tèxtil es fan samarretes i també es porten als turmells i les mans. Són obres d'art on els Gunes registren la seva literatura, cançons, costums i amb les moles també es conten històries mitològiques. Les moles tenen figures d'animals, plantes i laberints perque per a la cultura Guna els laberints representen els camins complexos que connecten l'home amb la natura.

## Història
Una llegenda Guna conta que una dona anomenada Naguegiryai va ser escollida per visitar el lloc sagrat de Kalu Dugbis, on ha quedat encantada per la bellesa de les teles que decoraven les seves quatre parets. Els dibuixos de les teles van quedar a la seva memòria i els va reproduir. Així va néixer la mola. Avui, les dones aprenen des de petites com fer aquest bonic tèxtil.
L'origen de les moles ve d'adornar el cos amb tatuatges; després ha passat aquest art a les teles. Les moles mostren el pensament mític del territori i la forma de veure el món.
Aquest tèxtil mil·lenari ha donat a conèixer els Gunes a tot el món i han posat en elles la seva identitat. En els últims anys s'han venut als mercats internacionals com a moda.

## Tècnica
La tècnica d'elaboració és complexa i exclusiva; es tracta de la superposició de diferents capes de tela que després es cusen a mà les unes amb les altres, com un mosaic. També té el nom d'“aplique invertido”. Es fan peces molt boniques amb aquesta tècnica, no només per com de difícil és fer-la, sinó també perque són molt significatives i tenen moltes possibilitats de figures.

### Formes i figures
Per als gunes, les moles són una forma d'escriptura i una forma de transmetre els seus coneixements. Entre els seus dissenys, hi ha diferents tipus d'escriptura com:
- Fletxes cap endins i cap enfora
- Espirals connectades
- Girs en diagonal

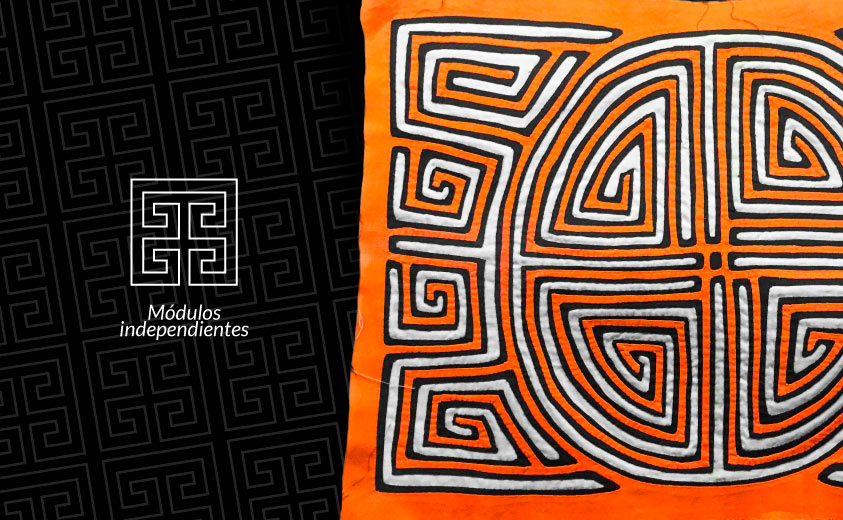
Mòduls independents
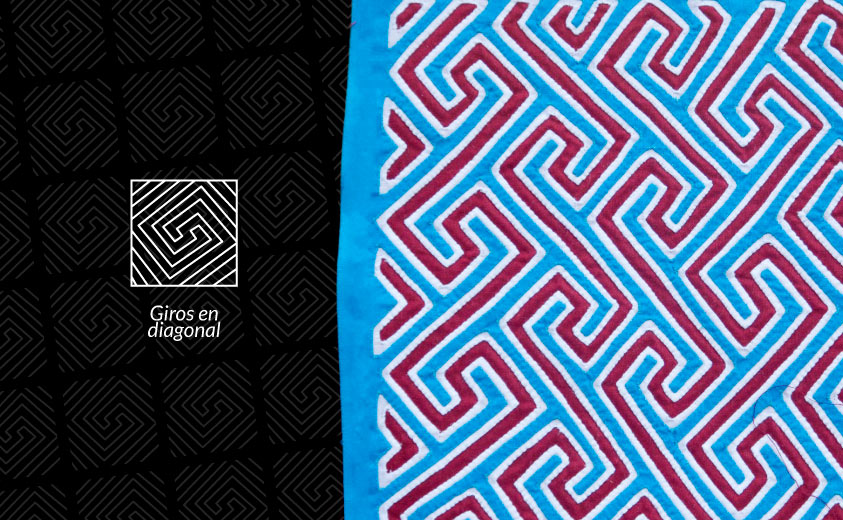
Girs en diagonal
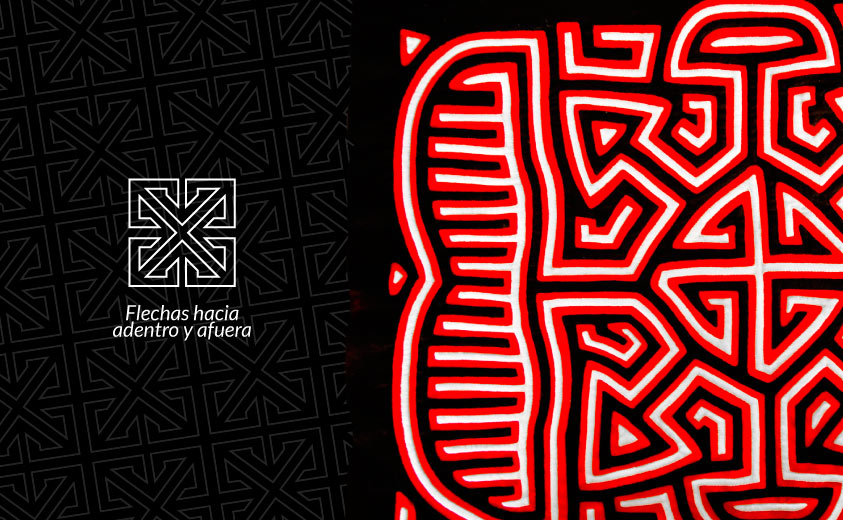
Fletxes de dins enfora
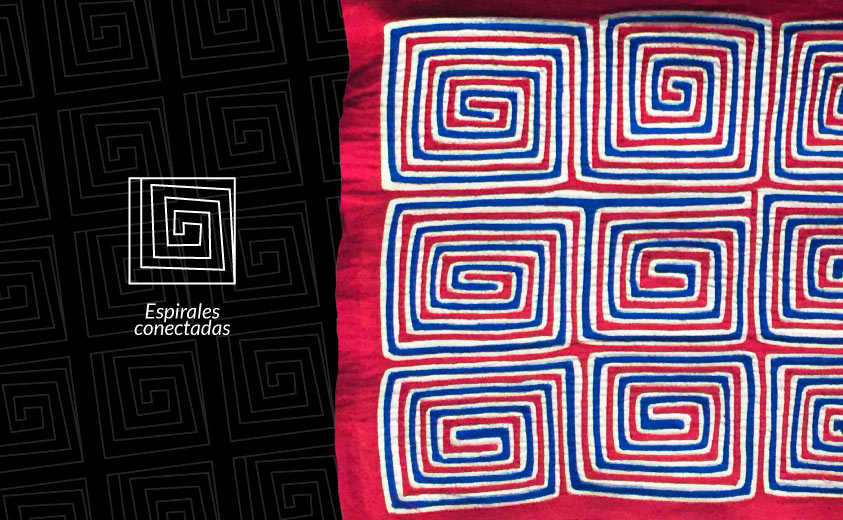
Espirals connectades

- Mòduls independents
- Girs en diagonal
- Fletxes de dins enfora
- Espirals connectades